# Bradypontius ancistronus
Bradypontius ancistronus is een eenoogkreeftjessoort uit de familie van de Artotrogidae. De wetenschappelijke naam van de soort is voor het eerst geldig gepubliceerd in 2008 door Neves & Johnsson.